# 가시나 (노래)
"가시나"는 대한민국의 가수 선미의 노래이다. 2017년 8월 22일 메이크어스 엔터테인먼트와 더블랙레이블을 통해 공개되었으며, 로엔 엔터테인먼트를 통해 배급되었다. 선미가 JYP 엔터테인먼트 계약 만료 후 다른 소속사로 이적한 후 처음 낸 싱글이다.

## 수상

### 음악 프로그램
| 프로그램     | 날짜            |
| ------------ | --------------- |
| SBS 인기가요 | 2017년 9월 3일  |
| SBS 인기가요 | 2017년 9월 10일 |
| SBS 인기가요 | 2017년 9월 24일 |
| 쇼 챔피언    | 2017년 9월 6일  |
| 엠카운트다운 | 2017년 9월 7일  |